# شاكر عبد الحميد
الدكتور شاكر عبد الحميد سليمان (20 يونيو 1952 - 18 مارس 2021) وزير الثقافة المصرية الأسبق. ولد في أسيوط بصعيد مصر، عمل أميناً عاماً للمجلس الأعلى للثقافة، ثم تولى منصب وزير الثقافة بوزارة كمال الجنزوري في ديسمبر 2011، وهو أستاذ لعلم نفس الإبداع - أكاديمية الفنون المصرية. توفي بعد أسبوع من إصابته بفيروس كورونا المستجد.

## حياته
- تولى وزارة الثقافة المصرية في حكومة كمال الجنزوري وأدى اليمين الدستوري بتاريخ 7 ديسمبر 2011.
- عمل مديراً لبرنامج تربية الموهوبين بكلية الدراسات العليا بجامعة الخليج العربي (مملكة البحرين / 2005 - 2011) وكان يعمل أستاذا لعلم نفس الإبداع بأكاديمية الفنون بمصر حتى وفاته. وعمل سابقاً نائباً لرئيس الأكاديمية في الفترة 2003 - 2005.
- شغل سابقا منصب عميد المعهد العالي للنقد الفني بأكاديمية الفنون بمصر.
- متخصص في دراسات الإبداع الفني والتذوق الفني لدى الأطفال والكبار وله مساهمات في النقد الأدبي والتشكيلي أيضا.
- عمل أستاذا بجامعة الخليج العربي-مملكة البحرين (كلية الدراسات العليا، مديراً لبرنامج تربية الموهوبين).

## التحصيل الأكاديمي
- حاصل على درجة الدكتوراة تخصص علم نفس الإبداع من جامعة القاهرة (1984)
- حاصل على درجة الماجستير تخصص علم نفس الإبداع من جامعة القاهرة (1980)
- حاصل على درجة الدبلوم تخصص علم النفس التطبيقي تخصص علم النفس الإكلينيكي من جامعة القاهرة (1976)
- حاصل على درجة الليسانس تخصص علم النفس من جامعة القاهرة (1974)

## الجوائز
- جائزة شومان للعلماء العرب الشبان في العلوم الإنسانية والتي تقدمها مؤسسة عبد الحميد شومان بالمملكة الأردنية الهاشمية عام 1990.
- جائزة الدولة للتفوق في العلوم الاجتماعية – مصر – 2003.
- جائزة الشيخ زايد للكتاب في مجال الفنون -2012 عن كتاب الفن والعرابة

## المساهمات في وزارة الثقافة المصرية
- شارك في العديد من مؤتمرات وندوات المجلس الأعلى للثقافة والهيئة العامة لقصور الثقافة وهيئة الكتاب وقطاع الفنون التشكيلية من خلال الأبحاث أو رئاسة الجلسات أو المشاركة في المناقشات خلال الفترة من عام 1990.
- تولى رئاسة العديد من السلاسل الثقافية التي تصدرها وزارة الثقافة وخاصة سلسلة «الكتاب الأول» بالمجلس الأعلى للثقافة، وسلاسل «كتابات نقدية»، و«آفاق الترجمة»، «آفاق عربية»، بالهيئة العامة لقصور الثقافة.
- شارك بالكتابة في العديد من المجلات التي تصدرها وزارة الثقافة ومنها تمثيلاً لا حصرًا، مجلات: «فصول»، «إبداع»، «علم النفس»، «الفنون الشعبية»، «الثقافة الجديدة».. إلخ.
- ساهم سابقاً في نشاطات المجلس الأعلى للثقافة فكان عضواً في اللجنة التأسيسية للمشروع القومي للترجمة، وعضواً بلجنة الفنون التشكيلية. كما كان عضوا في لجان: «الكتاب الأول»، «التربية والعلم النفس»، وغيرها.
- قام بمراجعة العديد من الكتب التي أصدرها مهرجان القاهرة الدولي للمسرح التجريبي التابع لوزارة الثقافة المصرية.
- عمل وكيلا وعميدًا للمعهد العالي للنقد الفني، وعميدًا للمعهد العالي للفنون الشعبية، ومشرفًا عامًا على مركز اللغات والترجمة بأكاديمية الفنون ثم نائبًا لرئيس أكاديمية الفنون منذ عام 2003 حتى 2005.
- عمل أيضًا مديرًا لمركز أبحاث الموهبة وتنمية الإبداع بأكاديمية الفنون.
- ساهم مع رئيسي أكاديمية الفنون السابقين د.هاني مطاوع ود.مدكور ثابت في متابعة وتطوير مشروعات الأكاديمية الرئيسية ومنها مشروع البلاتوه السينمائي، وأيضًا مشروع مباني المعاهد الجديدة داخل الأكاديمية.
- رأس لجنة تقييم نظم امتحانات القبول بالأكاديمية وتطويرها اعتبارا من 17/4/2005 ضمن 2005.
- رئيس لجنة وضع التصور الخاص بتطوير وحدة الإسكندرية التابعة للأكاديمية.

## البحوث والدراسات المنشورة
- المرض العقلي والإبداع الأدبي، دراسة نشرت بمجلة عالم الفكر بالكويت، المجلد الثامن عشر العدد الأول 1987.
- الفروق الارتقائية في أداء الأطفال على الرسم الموجه والرسم الحر (دراسة ارتقائية عن الأطفال ما بين سن 3 ـ 12 سنة) بحث تم تقديمه إلى المؤتمر الرابع لعلم النفس في مصرـ القاهرة: كلية الآداب ـ جامعة عين شمس 1988م.
- العلاقات بين الرسم والإبداع (دراسة ارتقائية على الأطفال من سن 3 ـ 12 سنة) بحث قدم إلى المؤتمر السنوي الأول للطفل المصري.. تنشئته ورعايته ـ القاهرة: مركز دراسات الطفولة بجامعة عين شمس 1988م.
- دراسة الخصائص ارتقائية لمراحل الطفولة المختلفة وخصوصًا ما يتعلق منها بعمليات الارتقاء في الإبداع والذكاء، في: شاكر عبد الحميد (محرر)، الطفولة والإبداع، الأجزاء الثلاثة الأولى، الكويت ـ الجمعية الكويتية لتقدم الطفولة العربية 1989م.
- دراسة تحليل مضمون رسومات الأطفال من خلال اللون ـ الشكل ـ عدد الأشكال … الخ، لمعرفة مظاهر التقدم التي تطرأ على أشكال التعبير بوجه عام، في: شاكر عبد الحميد (محرر)، الطفولة والإبداع، الجزء الرابع، الكويت ـ الجمعية الكويتية لتقدم الطفولة العربية 1989م.
- التفكير المنطقي وعلاقته بنشاط الرسم لدى الأطفال في (مجلة علم النفس) العدد 1989م ـ 13,1 (بالاشتراك).
- العلاقة بين حب الاستطلاع والإبداع في المرحلة الابتدائية ـ دراسة مقارنة بين الجنسين.. (بالاشتراك مع د.عبد اللطيف خليفة) ـ المؤتمر السنوي السادس لعلم النفس في مصر. 1990م.
- حب الاستطلاع والإبداع ـ دراسة ارتقائية على المرحلتين الابتدائية والإعدادية ضمن بحوث المؤتمر الثالث للطفل المصري مركز دراسات الطفولة ـ جامعة عين شمس 1990، 750 ـ 769.
- علاقة المستوى الاقتصادي الاجتماعي للوالدين بكل من حب الاستطلاع والأبدان لدى عينة من تلاميذ المرحلة الإعدادية (مجلة علم النفس) العدد الخامس عشر سبتمبر 1990.
- العلاقة بين الإبداع والتفكير بالصور والكلمات ـ قدم إلى المؤتمر السابع لعلم النفس في مصر 1991، (بالاشتراك مع نجيب خزام).
- أساليب تنمية القدرات الفنية لدى الأطفال (مجلة علم النفس) القاهرة 1993.
- الخيال وحب الاستطلاع والإبداع في المرحلة الابتدائية (ضمن بحوث المؤتمر العلمي الثاني لكلية التربية ـ جامعة قناة السويس ـ بورسعيد ـ مصر تحت عنوان «الطفل العربي مبدعًا» بتاريخ 28ـ 30 ديسمبر 1993.
- المرونة كمتغير أساس في تفكير الأطفال (ضمن بحوث المؤتمر العاشر لعلم النفس في مصر) يناير 1994، ص 285 ـ 316.
- علاقة الاعتماد ـ الاستقلال عن المجال بالإبداع ضمن كتاب (دراسات في الشخصية والإبداع) «تحرير فيصل يونس وشاكر عبد الحميد» القاهرة ـ دار الثقافة للنشر والتوزيع 1994.
- علاقة التفضيل الفني ببعض الأساليب المعرفية وبعض سمات الشخصية ضمن بحوث (مؤتمر الفن والبيئة ـ كلية التربية) ـ جامعة حلوان 1994.
- الأسلوب والإبداع، مجلة كلية الآداب ـ جامعة القاهرة 27,2،55ـ 1995.
- دراسة عملية لمهام بياجيه في التفكير المنطقي (مشترك) ـ مجلة كلية الآداب ـ جامعة القاهرة، مقبول للنشر.
- أساليب التعلم والتفكير وعلاقاتها بدافعية الإنجاز (مجلة كلية الآداب) ـ جامعة القاهرة 1995م.
- الدراسات النفسية والأدب (عالم الفكر) ـ الكويت 1995، 3,2,23 ص211ـ250
- علاقة الاستقلال عن المجال والتفكير البصري / اللفظي بالتكيف واختيار التخصص لدى طلبة الجامعة (بالاشتراك) «مجلة العلوم التربوية» ـ معهد الدراسات التربوية ـ جامعة القاهرة. 1995,1,2 130ـ 146.
- الحكايات الشعبية ودورها في الارتقاء بالحس الجمالي لدى الأطفال (دراسة قدمت إلى ندوة علمية حول التراث الشعبي والإبداع لدى الأطفال عقدت بالمركز القومي لثقافة الطفل ـ مصر 1996).
- الدراسات النفسية للسلوك الجمالي. في شاكر عبد الحميد ومعتز عبد الله وجمعة يوسف، دراسات نفسية في التذوق الفني ـ القاهرة: مكتبة غريب 1997,3 –73.
- الفروق بين الجنسين في التفضل الجمالي (في التصوير خاصة) في شاكر عبد الحميد ومعتز عبد الله وجمعة يوسف (محرر) ص75 ،98 (بالاشتراك) دراسات نفسية في التذوق الفني ـ القاهرة: مكتبة غريب 1997.
- العلاقة بين التفضيل الجمالي وبعض سمات الشخصية (في التصوير خاصة) في شاكر عبد الحميد ومعتز عبد الله وجمعة يوسف (محرر) دراسات نفسية في التذوق الفني ـ القاهرة: مكتبة غريب 1997 - 99، 142 (بالاشتراك).
- الفروق بين الجنسين في التفضيل الجمالي (في الأدب خاصة) في شاكر عبد الحميد ومعتز عبد الله وجمعة يوسف (محرر) دراسات نفسية في التذوق الفني ـ القاهرة: مكتبة غريب 1997 188,143(بالاشتراك).
- العلاقة بين التفضيل الجمالي وبعض سمات الشخصية (في الأدب خاصة) في شاكر عبد الحميد ومعتز عبد الله وجمعة يوسف (محرر) دراسات نفسية في التذوق الفني ـ القاهرة: مكتبة غريب 1997 189، 225 (بالاشتراك).
- أبعاد التفضيل الجمالي ـ دراسة استكشافية في شاكر عبد الحميد ومعتز عبد الله وجمعة يوسف (محرر) دراسات نفسية في التذوق الفني ـ القاهرة: مكتبة غريب 1997,277,285 (بالاشتراك).
- الفروق بين الجنسين في أساليب التعليم والتفكير ـ دراسة مقارنة بين طلاب الجامعة في مصر وعمان. دراسات نفسية، 1998,8,2,3,229-359.
- Psychology and Literature.
- Children’s Drawings

ضمن كتاب تمت طباعته باللغة الإنجليزية في مصر ـ جامعة المنوفية ـ عام 1998 بعنوان:
Psychology in the Arab world
Editors:
Ramadan A.Ahmed, Kuwait university &
Uwe p.Gielen,st. Francis college, Brooklyn, N.y, U. S. A.
- التفضيل الجمالي: دراسة في سيكولوجية التذوق الفني، ضمن سلسلة عالم المعرفة، 2001م[8]

## مؤلفاته
- العملية الإبداعية في التصوير، المجلس الأعلى للثقافة والفنون والآداب ـ الكويت ـ سلسلة عالم المعرفة ـ يناير 1987، العدد 109.[9]
- السهم والشهاب (دراسات في القصة والرواية العربية) ـ القاهرة وطنطا ـ مصر ـ مطبوعات الرافعي، 1987
- الطفولة والإبداع (سلسلة في خمسة أجزاء) صدر عن الجمعية الكويتية لتقدم الطفولة العربية ـ الكويت 1989.
- في علم النفس العام (بالاشتراك مع آخرين) ـ القاهرة ـ مكتبة غريب 1989.
- دراسات نفسية في التذوق الفني (كتاب يشمل على ستة أبحاث حول تذوق الأدب وتذوق الفنون التشكيلية، إضافة إلى مقدمة نظرية)ـ القاهرة ـ مكتبة غريب 1989.
- الأسس النفسية للإبداع الأدبي في القصة القصيرة خاصة ـ الهيئة المصرية العامة للكتاب ـ القاهرة 1993.
- الآثار السيئة للمخدرات من الناحية العلمية ـ مكتب التنمية العربي لدول الخليج ـ الرياض 1993.
- الأدب والجنون ـ الهيئة العامة لقصور الثقافة ـ القاهرة 1993.
- علم نفس الإبداع ـ القاهرة ـ مكتبة غريب 1995.
- المفردات التشكيلية ـ رموز ودلالات ـ القاهرة ـ الهيئة العامة لقصور الثقافة ـ مصر 1997.
- الاكتشاف وتنمية المواهب. 1995، القاهرة: الهيئة العامة لقصور الثقافة.
- الحلم والرمز والأسطورة. القاهرة ـ الهيئة المصرية العامة للكتاب 1998.
- دراسات في حب الاستطلاع والخيال والإبداع بالاشتراك مع أد. عبد اللطيف خليفةـ القاهرة. دار غريب للطباعة والنشر والتوزيع 2000.
- التفضيل الجمالي: دراسة في سيكولوجية التذوق الفني، المجلس الأعلى للثقافة والفنون والآداب ـ الكويت ـ سلسلة عالم المعرفة ـ مارس 2001، العدد 267.
- الفكاهة والضحك: رؤية جديدة، المجلس الأعلى للثقافة والفنون والآداب ـ الكويت ـ سلسلة عالم المعرفة ـ يناير 2003، العدد 289.
- عصر الصورة: الإيجابيات والسلبيات، المجلس الأعلى للثقافة والفنون والآداب ـ الكويت ـ سلسلة عالم المعرفة ـ يناير 2005، العدد 311.
- الفكاهة وآليات النقد الاجتماعي (بالاشتراك). القاهرة. مركز الدراسات الاجتماعية بجامعة القاهرة 2004.
- آليات الإبداع ومعوقاته في العلوم الاجتماعية. القاهرة أكاديمية البحث العلمي. (2007).
- الفنون البصرية وعبقرية الإدراك. القاهرة: العين للنشر، 2007 وطبعة خاصة من مكتبة الأسرة.
- الخيال: من الكهف إلى الواقع الافتراضي، المجلس الأعلى للثقافة والفنون والآداب ـ الكويت ـ سلسلة عالم المعرفة ـ فبراير 2009، العدد 360.
- الفن والغرابة. القاهرة: ميريت للنشر والتوزيع 2010 وطبعة ثانية من مكتبة الأسرة 2010.
- الغرابة: المفهوم وتجلياته في الأدب، المجلس الأعلى للثقافة والفنون والآداب ـ الكويت ـ سلسلة عالم المعرفة ـ يناير 2012، العدد 384.
- الفن وتطور الثقافة الإنسانية (2015)، القاهرة، ميريت للنشر والتوزيع.
- المشاركة في تأليف كتاب عن الموهبة والإبداع بكتابة فصل عنوانه «الموهبة والإبداع والابتكار والاختراع: علاقات وإشكاليات»، يصدر عن جائزة حمدان للتربية والتعليم، الإمارات العربية المتحدة.
- التفسير النفسي للتطرف والإرهاب (2017)، مكتبة الإسكندرية، مصر.
- مدخل إلى الدراسة النفسية للأدب (2017)، القاهرة: الدار المصرية اللبنانية.
- الحلم والكيمياء والكتابة - في عالم محمد عفيفي مطر (2017)، القاهرة: دار بتانة للنشر والتوزيع.

## المترجمات
- الأسطورة والمعنى، تأليف: كلود ليفى شتراوس، نشر ضمن سلسلة المائة كتاب ـ بغداد ـ دار الشئون الثقافية العامة 1988.
- بدايات علم النفس الحديث، تأليف: و.م.أونيل، نشر ضمن سلسلة المائة كتاب ـ بغداد ـ دار الشئون الثقافية العامة 1986.
- العبقرية والإبداع والقيادة: دراسات في القياس التاريخي، تأليف: دين كيث سايمنتن، المجلس الأعلى للثقافة والفنون والآداب ـ الكويت ـ سلسلة عالم المعرفة ـ أغسطس 1993، العدد 176.[10]
- الدراسة النفسية للأدب، النقائص، والاحتمالات والإنجازات، تأليف مارتن لنداور ـ دار عكاظ ـ المملكة العربية السعودية 1993 والهيئة العامة لقصور الثقافة ـ القاهرة 1996.
- سيكولوجية فنون الأداء، تأليف: جلين ويلسون، المجلس الأعلى للثقافة والفنون والآداب ـ الكويت ـ سلسلة عالم المعرفة، يونيو 2000، العدد 258.[11]
- معجم المصطلحات الأساسية في علم العلامات (السيموطيقا)، صدر عن وحدة الإصدارات بأكاديمية الفنون ـ القاهرة، 2002
- جوزيف رينزولي، (2006) المنهج الإثرائي المدرسي، القاهرة: دار الفكر العربي (بالاشتراك مع الدكتورة صفاء الأعصر والدكتور جابر عبد الحميد)
- قبعة فيرمير، تأليف: ثيموتي بروك. (تحت الطبع) ضمن مشروع كلمة للترجمة – أبوظبي.
- بيولوجيا السلوك الديني: الجذور التطورية للإيمان والدين، تأليف: جي.آر. فيرمان، (2015)، المركز القومي للترجمة، مصر.
- ثلاث أفكار مغرية، تأليف: جيروم كاجان (2017)، المركز القومي للترجمة، مصر.
- الثروة الإبداعية للأمم: هل تستطيع الفنون أن تدفع التنمية إلى الأمام؟، تأليف: باتريك كاباندا، المجلس الأعلى للثقافة والفنون والآداب ـ الكويت ـ سلسلة عالم المعرفة، يونيو 2022، العدد 496.

## بحوث ودراسات متخصصة مترجمة
- إيكارات شيرر «نحو تاريخ للعلم المعرفة» المجلة الدولية للعلوم الاجتماعية 1988 ـ العدد 115، ص 7ـ 22.
- ايلين واينر، كيف يرسم الأطفال، آفاق عربية 1988 العدد الثاني، ص 86ـ91.
- الحرية والانضباط في الإبداع، تأليف: فيليب جونسون ليرد، فصول 1-12، 1993: 215-235.
- دستويفسكي وجريمة قتل الأب، تأليف: سيجموند فرويد، إبداع يوليو 1993، 31: 46.

## الكتابات النقدية
مجموعة من الكتابات التي قام خلالها بتوظيف علم النفس ودراسات الإبداع في مجالات النقد الأدبي والتشكيلي والسينمائي منها، تمثيلاً لا حصرًا، ما يلي:

### أولا: دراسات في النقد الأدبي
- القصة المصرية القصيرة، الدوافع والغايات، الأقلام (العراق) العدد الرابع 1983,44-53.
- عالم عبد الرحمن منيف الروائي، إبداع ـ مصر السنة الثالثة، العدد الأول، يناير 1985مـ 152-161.
- سبيل الشخص سبيل الوطن (قراءة في رواية سبيل الشخص للروائي عبده جبير) الطليعة الأدبية (العراق)، السنة الحادية عشر ـ العدد الأول، يناير 1985 23-30.
- تحولات الحلم في مدينة الموت الجميل، إبداع ـ مصر ـ السنة الثالثة، العدد التاسع سبتمبر 1985، 22-31.
- قراءة في ديوان (القصائد الرمادية)، إبداع، السنة الثالثة، العدد العاشر، أكتوبر 1985م 25-32.
- الزمن الآخر: الحلم وانصهار الأساطير، فصول (مصر) المجلد الخامس، العدد الرابع ـ سبتمبر 1985 26-230.
- ألم الوحدة وجموح المغامرة (قراءة في ديوان الرعوى لوليد منير) السنة الحادية عشر تشرين الأول، 1985م، 20-125.
- السهم والشهاب، دراسة في قصص يحيى طاهر عبد الله، البيان ـ الكويت العدد 231 يونيو 1985، 39-50.
- قراءة في مجموعة السير في الحديقة ليلاً، المحمود الورداني البيان ـ الكويت العدد 233 أغسطس 1985.
- القتلة بين استلاب الوعي وانهيار الجسد (إبداع، مصر) السنة الرابعة العدد الحادي عشر، نوفمبر 1986، 15-20.
- صورة الذات وصورة الآخر في آخر أعمال يحيى الطاهر عبد الله الروائية، الثقافة الجديدة مصر العدد الحادي عشر يوليو 1986، 8-14.
- قراءة في مجموعة الضحى العالي الطليعة الأدبية 1986 العدد الثامن 22-26.
- قراءة في قصة طبلة السحور لعبد الحكيم قاسم، إبداع، يونيه 1987 العدد السادس، السنة الخامسة 20-28.
- الجنون والتظاهر بالجنون عند شكسبير، الأقلام (العراق) العدد 3-4، مارس - أبريل 1987، 68-77.
- الحلم والكيمياء والكتابةـ قراءة في ديوان أنت وأحدها وهي أعضاؤك انتثرت الشاعر محمد عفيفى مطر، فصول أكتوبر 1986، المجلد التاسع، العدد الأول والثاني، 160-190.
- الملامح الأسطورية في رواية المسافات القاهرة (المصرية) مايو 1988 العدد 410، 49-83.
- يوسف إدريس: محاولة أولية لفهم الشخصية المصرية في رواياته (مصر) 1998، العدد 15، 21ـ 86.
- لغة الحلم والأسطورة في شعر السبعينات في مصر (ألف مجلة البلاغة المقارنة) (مصر)، 1991، العدد الحادي عشر، 52-99.
- مالك الحزين: الحركة وعبور الحواجز (ضمن كتاب السهم والشهاب، دراسات في القصة والرواية للمؤلف) مطبوعات الرافعي: طنطا ـ مصر 1986.
- الطيور الميتة والحلم في صوب الاختناق (قراءة في مجموعة احترس القاهرة) ضمن كتاب السهم والشهاب للمؤلف.
- قراءة في اللسان المر بعبد الوهاب الأسواني (ضمن كتاب السهم والشهاب للمؤلف).
- الواقع والحلم في القبيح والوردة لجار النبي الحلو (ضمن كتاب السهم والشهاب للمؤلف).
- علامات النفي وعلامات الإثبات في قصص إسماعيل عدلي، الثقافة الجديدة (مصر) العدد 15 إبريل 1988، 112-119.
- نجيب محفوظ مبدعًا، مجلة العربي ـ الكويت 188.
- دلالات المكان في قصص عبد الله الطاوي (قدمت ضمن ندوة المنتدى الدبي لسلطنة عمان خلال 1992).
- الموت والحلم في عالم بهاء طاهر، فصول 12,1993، 180-203.
- الوعي بالمكان ودلالاته في قصص محمد العمري فصول 13، 1995,4,13 ـ 236ـ249.
- التفكير البصري وأحلام الليل والنهار (قراءة في البلدة الأخرى لإبراهيم عبد المجيد في الثقافة الجديدة).
- جغرافيا الوهم وتاريخ الواقع قراءة في هاتف المغيب لجمال الغيطاني ـ القاهرة 1996.
- المتاهة والمصير الغامض (قراءة في عالم محمد السباطي) الثقافة الجديدة أكتوبر 1995، العدد 85، 36-51.
- الواقعية الاحتفالية في قيام وانهيار آل مستجاب، إبداع فبراير 1996.
- إبداع المرأة وإبداع الرجل مجلة العربي ـ الكويت مارس 1996، 170-173.
- وجود يتجلى على أنحاء شتى (قراءة في قصة أشواق المرايا لأدوار الخراط) فصول 1996.
- حلم عابر وجسد مقيم (قراءة في نماذج من الشعر عبد المنعم رمضان عبد المنعم) فصول 1996.
- أماكن للصوت والصمت والظل والغياب، قراءة في تصريح بالغياب لمنتصر القفاش (1999).
- إميل حبيبي.. أنت الكنز الباقي. أخبار الأدب، العدد 12,148 مايو 1996.
- رمزيات المقابر في ترنيمة للدار ليوسف أبو ريه (1999).
- قراءة في ديوان قبل نهاية المشهد ليسرى حسان، الثقافة الجديدة 1996.
- قراءة في رواية الجبانات للكاتب: رشيد غمري، أخبار الأدب، 2010.

### ثانياً: دراسات في الفن التشكيلي
- الرؤية الإبداعية لدى أنطوني توني، المنهل ـ السعودية فبراير 1995م، 39-42.
- الرؤية الإبداعية لدى هنري ماتيس، المنهل فبراير 1985، 90-91.
- الرؤية الإبداعية لدى فن جوخ، المنهل، أبريل 1985، 48-50.
- جرنيكا: أشهر أعمال بيكاسو الفنية، آفاق عربية (العراق) مايو 1985 96-102.
- الرؤية الإبداعية لدى بول كلى، المنهل سبتمبر 1985، 44-48.
- رسائل فان جوخ، مجلة الكويت، مايو 1987، العدد 57، 92-97.
- الرؤية الإبداعية لدى بيكاسو، المنهل، يناير 1990، 4,7
- لماذا قطع فان جوخ أذنه؟ سطور، 1997، يونيو 66-67.
- المرئ والامرئ فى لوحات ابراهيم شلبى ديسمبر 2018
- مجموعة دراسات حول بعض الفنانين المصريين وخاصة، حامد ندا، وحامد عبد الله، ومحمود بقشيش،  وغيرهم.

### ثالثاً: دراسات في السينما
- الواقع وما وراء الواقع في السينما المصرية الجديدة، القاهرة 1997، مارس 172-184.
- صناعة النجوم، مجلة الفن السابع القاهرة يناير 1998.

### رابعًا: مقالات عامة مؤلفة ومترجمة
- دروس حول الإبداع في الشعر (مقال مترجم بقلم الشاعر بول قاليري) المنهل (السعودية) يناير 1985، 110-114.
- الإبداع في الشعر (مقال مترجم بقلم الشاعر ستيفن سبندر) المنهل، يناير 1987، 184-187.
- التفسير السيكولوجي للإبداع، المنهل، سبتمبر 1987م، 28-32.
- تأملات حول الكتابة (مقال مترجم بقلم الروائي الأمريكي هنري ميللر) المنهل، أكتوبر 1987، 36-39.
- الرأي العام (الفكرة والتاريخ، آفاق عربية (العراق) أغسطس 1986,58-67.
- عمليات التركيز الإبداعب، المنهل، سبتمبر 1989م، 32-37.
- الإبداع وتحقيق الذات، المنهل أغسطس 1990، 136-152.
- حوار مع تشومسكي (حوار مترجم قام به دي كوهن) مجلة علم النفس (مصر) العدد الأول يناير 1987م.
- العلاقة بين الإبداع وتعاطي المخدرات، العربي الكويتية، يناير 1998.

### خامسًا: مناقشات
- بين علم النفس والأدب في مصر، المجلة العربية للعلوم الإنسانية (الكويت) المجلد الخامس، العدد السابع عشر، 1985، 174-190.
- الحساسية الجديدة (دلالات المصطلح بين العمومية) الثقافة الجديدة (مصر) سبتمبر 1987، 21-27.

### سادسًا: حوارات
- وجها لوجه: حوار مع د.مصطفى سويف ـ مجلة العربي ـ الكويت، أبريل 1985، 56-70.
- حوار مع أدوار الخراط حول القصة والفن والإبداع، كانون الثاني 1988، 80-87.

### سابعًا: عروض أو مراجعات كتب
- عرض كتاب المرأة بين البيت والعمل تأليف محمد سلامة آدم ـ المجلة العربية للعلوم الإنسانية ـ الكويت العدد العاشر ـ المجلد الثالث 1983، 307-313.
- عرض كتاب مرجع في علم النفس الإكلينيكي تأليف مصطفى سويف وآخرونـ مجلة العلوم الاجتماعية ـ الكويت ـ المجلد الثالث عشر ـ العدد الرابع 1985، 497-503.
- عرض كتاب الإنسان ورموزه تأليف كارل غوستاف يونغ، ترجمة سمير على، مجلة العلوم الاجتماعية ـ الكويت ـ المجلد الرابع عشرـ العدد الثاني 1986، 314-317.
- عرض كتاب العبقرية والإبداع والقيادة  تأليف د.سيمونتون، مجلة إبداع مصر السنة العاشرة يولية 1992م.
- عرض كتاب الإبداع والمرض تأليف سانبلوم، مجلة العربي الكويت، يناير 1993.
- عرض كتاب علم نفس اللاشعور مجلة العربي، الكويت، 1996.

## وفاته
توفي يوم الخميس 18 مارس 2021 ميلاديًّا، الموافق 5 شعبان 1442 هجريًّا، متأثرًا بإصابته بفيروس كورونا (كوفيد 19) عن عمرٍ ناهز 68 عامًا.